# Arm-Fall-Off-Boy
Arm-Fall-Off-Boy (Floyd Belkin) es un superhéroe del siglo XX que aparece en los cómics estadounidenses publicados por DC Comics. Su primera aparición fue en Secret Origins #46 (diciembre de 1989). Fue creado por el guionista Gerard Jones y el artista Curt Swan, quienes lo basaron en un personaje de parodia creado por fanáticos. Después de la historia de "Hora Cero" de 1994, el personaje fue reintroducido brevemente como Splitter.

## Historial de publicación
El personaje apareció por primera vez en Secret Origins #46 (diciembre de 1989), y fue creado por el guionista Gerard Jones y el artista Curt Swan.

## Biografía ficticia
Arm-Fall-Off-Boy tiene la capacidad de separar sus propias extremidades, que luego puede usar como armas. Su trasfondo no se explora en sus apariciones iniciales; en Legionnaires # 12, Matter-Eater Lad afirma que obtuvo sus poderes por descuido mientras sostenía el Elemento 152 de metal antigravedad, pero es posible que Matter-Eater Lad no haya hablado en serio. En su introducción, es un solicitante en la primera prueba de la Legión y el primer rechazado por esta misma.
Después del reinicio de "Zero Hour", el personaje aparece nuevamente en Legionnaires #43 y se identifica como Floyd Belkin del planeta Lallor. Bajo el nombre de Splitter, Floyd participa en las pruebas de la Legión en Legionnaires #43 y es uno de los cinco finalistas, pero se le niega la membresía de Legion después de que entra en pánico y literalmente se desmorona durante la última prueba. Más adelante en el cómic, aparece como miembro de los Héroes de Lallor.

## En otros medios
- Una variación de Arm-Fall-Off-Boy llamado Cory Pitzner / The Detachable Kid (TDK) aparece en The Suicide Squad, interpretado por Nathan Fillion.[2][3][4][5] Esta versión tiene la capacidad adicional de controlar telequinéticamente sus extremidades separadas. Lo reclutan en un destacamento del equipo del mismo nombre para distraer al ejército de Corto Maltés mientras un destacamento separado se infiltra en el país para destruir un laboratorio local llamado Jötunheim. En el proceso, recibe un disparo y resulta herido, aunque el director James Gunn reveló en un tuit que sobrevivió.[6]
- Arm-Fall-Off-Boy aparece en la película animada de 2023 Legión de Super-Héroes, con la voz de Ben Diskin.[7][8]Esta versión es un estudiante de la Academia de la Legión.
- Arm-Fall-Off Boy aparece en Legion of Super-Heroes in the 31st Century #16, en una serie de cómic inspirada en la serie animada.